# چیستان

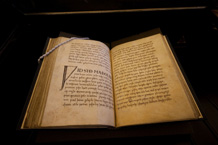
کتاب معماهای اکستر

یکی از گونه‌های ادبی در ادب رسمی و فرهنگ مردم ایران چیستان است. چیستان نوعی از تفرج و تفنن ادبی است که به جز کاربرد سرگرم‌کننده، جنبه‌های آموزشی و فرهنگی دیگری نیز دارد. (در بخش کارکردهای چیستان به آنها اشاره خواهد شد) این نوع ادبی را می‌توان در زمره ادبیات اندرزی به‌شمار آورد.
چیستان کلمه ای مرکب از «چیست» و «آن» است که در علم بدیع در فارسی، معادل کلمه «لغز» عربیست. لغز در لغت به معنی پیچیدگی و پوشیدگی است و و در اصطلاح به معنی کلام موزونی است که نام چیزی در آن برده نشود ولی اوصاف آن طوری برشمرده شود که خواننده با خواندن آن اوصاف پی به نام آن چیز ببرد. طراح چیستان سعی می‌کند تا با بیان اجزای حسی و مادی یک پدیده و معرفی برخی از ویژگی‌های آن مخاطب را برای شناسایی آن به تلاش و تکاپوی فکری وادارد.
علت نام گذاری این صنعت به «چیستان» در فارسی، این است که لغزهای منظوم معمولاً به صورت سؤال و با عبارت «چیست آن» یا «چیست» آغاز می‌شوند. برای مثال:
در آغاز لغز «انبه» آمده است: «چیست آن درج زمرد رنگ ناپیدا دهان».
یا در آغاز لغز «مقراض» آمده است: «چیست کاندر دهان بی دندانش/ هرچه افتاد ریز ریز کند».
البته گاهی هم بدون عبارت «چیست آن» آغاز می‌شود:
«بی‌روح پیکری ست گه جنگ جان شکار/ بی دود آتشی ست گه رزم پر شرار» که پاسخ آن «شمشیر» است.
موضوع چیستان می‌تواند پدیده‌های طبیعی مثل آتش و ابر و خورشید یا اشیای بی جانی همچون شمع و نمک و شمشیر یا گیاهان و رستنی‌ها و غیره باشد.
این نوع ادبی از دیرباز در ادبیات ملل مختلف، مانند ادبیات عربی، عبری، یونانی، لاتینی، انگلیسی معمول بوده است. در ادبیات انگلیسی نمونه ای از چیستان کهن دیده می‌شود که برخلاف چیستان فارسی، که با سؤال آغاز می‌شود، با سؤال پایان می‌یابد. سؤالی مانند این که: «بگو بدانم من کیستم و نامم چیست.»
در ادبیات فارسی هم اشعار زیادی خصوصاً در سبک خراسانی در این نوع ادبی سروده شده است. در ادامه نمونه‌هایی از چیستان در شعر فارسی را خواهید دید.

## تاریخچه چیستان و معما

### چیستان در ادبیات پهلوی
از فرهنگ ایران باستان چیستان‌های مکتوبی به ما رسیده است. نمونه ای از چیستان در ادبیات پهلوی که در دست است، رساله ای به نام «یوشت فریان و اخت» است. این رساله، احتمالاً تنها متن اندرزی از نوع ادبی چیستان است که به زبان فارسی میانه (پهلوی) به جا مانده است. از آنجایی که کتابت متون دینی و ادبی در دوره‌های پیش از اسلام چندان معمول نبوده، به احتمال زیاد این رساله هم در ابتدا به صورت شفاهی نقل می‌شده و بعدها در اواخر دوران ساسانی، به کتابت درآمده است. چنان‌که آثار ادبیات شفاهی هم در آن مشهود است.
رساله یوشت فریان و اخت
آنطور که از اوستا برمی آید، یوشت از خاندان فریان و از پیروان دین زردشتی بوده است. و اخت هم از روحانیانی است که مخالف دین زردشت بوده است و به همین دلیل هم در ادبیات پهلوی به او لقب «جادوگر» داده شده است.
این رساله دارای چهار فصل است. در فصل اول توصیفی از چگونگی مناظره ارائه شده است. اخت با سپاه خود وارد شهری نمادین به نام «شهر حل کننده معما» می‌شود و مردمانی که سنشان کمتر از پانزده است را فرا می‌خواند و سوالات و چیستان‌های خود را مطرح می‌کند و هرکسی که توان پاسخگویی به آنها را نداشته باشد را می‌کشد. پس از کشته شدن تعداد زیادی از خاندان زردشت، مردی از آن شهر می‌گوید که کسی در این شهر است به نام یوشت فریان که می‌تواند معماهای اخت را حل کند. پس یوشت فریان را فرامی خوانند.
فصل دوم و سوم این رساله به پرسش‌های اخت از یوشت اختصاص دارد. این چیستان‌ها انواع مختلفی دارند. برخی از آنها رنگ زردشتی دارند. برخی برای آزمایش هوش و زیرکی یوشت است. مانند این پرسش که: «کدام آفریده است که اگر بنشیند بلندتر است تا ننشیند؟» که پاسخ آن سگ است.
بسیاری از این چیستان‌ها در مقوله اندرز قرار می‌گیرند و پاسخ آنها دربردارنده نتیجه اخلاقی است. مانند این پرسش که: «چیست که مردمان می‌خواهند پنهان کنند و نمی‌توانند؟» که پاسخ آن «پیری» است. یوشت موفق می‌شود تا به تمام این پرسش‌ها پاسخ دهد و در آن مناظره پیروز شود.
نثر این رساله روان و روشن است و دارای جمله‌های کوتاه است و همان‌طور که اشاره شد، احتمالاً این رساله به صورت شفاهی حفظ می‌شده و در اواخر دوران ساسانی مکتوب شده است.
یکی دیگر از متون پهلوی که خصوصیات چیستان در آن دیده می‌شود، گزارش شطرنج و وصف نرد است. دراین رساله بیان شده است که هندوان برای سنجیدن خرد و دانایی ایرانیان، شطرنجی را همراه با هدایای گرانبها به دربار خسرو انوشیروان می‌فرستند و از ایرانیان می‌خواهند تا راز این شطرنج و مهرهای آن را بیابند و در غیر این صورت باید به هندوان باج و خراج بپردازند. و بزرگمهر، وزیر انوشیروان، موفق به این کار می‌شود و او هم نرد را اختراع کرده و به دربار هندوان می‌فرستد تا راز این بازی و مهره‌های آن را کشف کنند اما هندوان موفق به این کار نمی‌شوند. معنی و مفهوم نهفته در این بازی‌ها و نقش نمادینی که مهره‌ها در این دو بازی دارند، به گونه ای ویژگی‌های چیستان را به این دو بازی می‌دهد.
این دو رساله، از قدیمی‌ترین متون ادبیات پهلوی هستند که می‌توان آنها را در زمره چیستان به حساب آورد. در میان آثار باقی مانده از ادبیات پهلوی، اثر دیگری نیست که ویژگی‌های نوع ادبی چیستان را در خود داشته باشد.

### چیستان در ادبیات دری
قدیمی‌ترین چیستان در ادبیات دری به صورت مشخص معلوم نیست؛ اما با در نظر داشتن سابقه این نوع ادبی در ادبیات پهلوی، می‌توان حدس زد که از همان ابتدای ظهور ادبیات دری چیستان‌هایی توسط شاعران سروده شده است که متأسفانه به دست ما نرسیده است.
یکی از نخستین شاعران دری که قسمت بیشتری از اشعارش از حوادث ایمن مانده و به ما رسیده است، رودکی است. وجود چیستان‌هایی در اشعار این شاعر، نشان دهنده موجودیت این نوع ادب در عهد اوست.
رودکی در لغز «قلم» سروده است:
«لنگ دونده است گوش نی و سخن یاب/گنگ فصیح است چشم نی و جهان بین
تیزی شمشیر دارد و روش مار/ کالبد عاشقان و گونه غمگین»
نمونه‌های چیستان در اشعار افرادی مثل منوچهری و عنصری تحت عنوان چیستان یا معما دیده می‌شود. یکی از معروف‌ترین آنها «لغز شمع» از منوچهری است که در مدح عنصری گفته است:
«ای نهاده بر میان فرق جان خویشتن/ جسم ما زنده به جان و جان تو زنده به تن»
این نوع از صنعت ادبی در دوره سبک خراسانی رواج بیشتری داشت. لغزها معمولاً در آغاز قصیده‌ها به عنوان تشبیب بکار می‌رفتند. به همین دلیل اوج یا رکود لغز یا چیستان، به رواج قصیده و قصیده سرایی وابسته بود. از آنجایی که قرون چهار تا شش دوران اوج قصیده سرایی در ادبیات فارسی بود و قصیده سرایان نام‌آوری در این عصر ظهور کردند، صنعت چیستان هم در این دوران (سبک خراسانی) به اوج خود رسید. به طوری که در شعر شاعرانی مثل ناصر خسرو، مسعود سعد، فرخی و منوچهری نمونه‌های بسیاری از این نوع دیده می‌شود. همچنین ابن یمین از دیگر شاعرانی است که توجه بسیاری به سرودن چیستان داشته است.
از دیگر لغزهای برجسته این دوره، لغز فرخی در وصف شمشیر است:
«چیست آن آب چو آتش و آهن چون پرنیان / بی روان تن پیکری پاکیزه چون بی تن روان»
بعدها در دوره بازگشت ادبی قصیده سرایی با اقبال دوباره شاعران مواجه شد و چیستان و لغز بار دیگر در شعر کاربرد بافت. فتحعلی خان صبا، از شاعران این دوره، لغزهایی به نام کتاب، خشخاش، خربزه، نیزه، عینک و… دارد. اما این کاربرد مدت زیادی تداوم نیافت و به تدریج از میان رفت.
معماگویی هم اگرچه که از دیرباز در شعر فارسی معمول بود، اما در نزد ادیبان و بزرگان ادبیات فارسی منزلتی نداشته است. عمده رواج آن از قرن هشتم به مدت دو یا سه قرن است. این سبک از دوران صفویه چنان رواج یافت که افرادی با تخلص «معمایی» کتاب‌هایی دربارهٔ انواع معما و شیوه‌های سرایش آن نوشتند. از جمله این کتاب‌ها می‌توان به «حلیه حلل جامی» و «دستور معمای میرحسن معمایی» اشاره کرد. این شاعران گاهی معماگویی را به جایی از پیچیدگی رساندند که کسی جز شاعر توانایی حل آن را نداشت. به همین دلیل استاد همایی معتقد است که در حدود این سه قرن شاعران بسیاری عمر خود را در این کار بیهوده هدر کردند. دربارهٔ تفاوت معما با چیستان و لغز در ادامه مطالبی بیان خواهد شد.

## انواع چیستان

### به لحاظ زبان و بیان
- چیستان‌های ادبی: شاعران آنها را سروده‌اند. سپس سینه به سینه به ما رسیده‌اند. این چیستان‌ها نسبتاً پیچیده‌تر و فاخرتر از شکل عامیانه هستند و در قالب وزن‌های عروضی و به نظم سروده شده‌اند. چیستان‌های ادبی گاه چند بیت و نسبت به شکل عامیانه بلندتر است.
- چیستان‌های عامیانه و محلی: در فرهنگ مردم ریشه دارد و سینه به سینه نقل شده است. سپس به شعر درآمده اند. این چیستان‌ها ساده، عامه فهم و کوتاه است. وزن آن نیز لزوماً عروضی نیست.

### به لحاظ ساختار
هر چیستان سه بخش دارد: یک یا چند موضوع- شرح یا تفسیر یا خبری دربارهٔ آن- پاسخ آن
مانند: «چیست آن درج زمرد رنگ ناپیدا دهان» که موضوع آن «درج»، شرح یا خبر آن «زمرد رنگ ناپیدا دهان» و پاسخ آن «انبه» است.
موضوع و شرح چیستان‌ها به لحاظ ساختار دو دسته هستند:
- چیستان‌های سؤالی: جمله ای سؤالی است و درآغاز یا پایان آن واژه‌های پرسشی «آن چیست» یا مانند آن می‌آید.
- چیستان‌های خبری که جمله‌های خبری هستند و عبارت «چیست آن» در آنها آورده نشده است.

## ویژگی‌های چیستان
لغز یا چیستان نوعی شعر وصفی است که ابتدا در مقدمه قصاید به عنوان تشبیب، یا به صورت پرسشی یا خطابی به کار می‌رفته است و از آنجایی که این نوع ادبی وابسته به قالب قصیده بود، رکود یا اوج آن هم به تحولات قالب قصیده و قصیده گویی بستگی داشت. (در بخش تاریخچه چیستان به این موضوع اشاره شده است)
- سادگی: چیستان‌ها معمولاً ساختاری ساده دارند که با بهره‌گیری از عناصر پیرامونی و با توجه به اطلاعات پایه خواننده ساخته می‌شوند. اگرچه هدایت معتقد است که ابتدای لغز باید دشوار و پوشیده باشد و پایان آن آسان و آشکار باشد تا خواننده به تدریج مقصود را دریابد. (دانشنامه)
- کوتاهی: چیستان‌ها معمولاً یک یا دو بیت یا چند گزاره خبری یا پرسشی کوتاه به نظم یا نثر هستند. طولانی بودن بیش از حد چیستان‌ها هم موجب حشو و اطناب است و هم باعث می‌شود تا غرض و هدف اصلی حاصل نشود؛ زیرا در کوتاه‌ترین گزاره باید به پاسخ رسید. همچنین ایجاز در چیستان باعث می‌شود تا به مقولات ادبی نزدیک تر شود؛ بنابراین در چیستان سعی می‌شود تا بعضی اطلاعات اولیه به اختصار در اختیار خواننده گذاشته شود.
- روایت‌های متنوع: تنوع چیستان‌ها نشان از زنده بودن و کارکرد زیاد این قالب در ادبیات فارسی را دارد. گاه برای یک موضوع یا مورد ده‌ها چیستان سروده می‌شود که هریک به وجهی متمایز از آن موضوع اشاره کرده‌اند و در هر کدام جزئی از اجزا و خواص آن مورد توجه قرار گرفته است. برای مثال به این دو لغز دربارهٔ «شمشیر» توجه کنید:
«بی‌روح پیکری ست گه جنگ جان شکار بی دود آتشی ست گه رزم پر شرار»
«چیست آن آب چو آتش و آهن چون پرنیان بی روان تن پیکری پاکیزه چون بی تن روان»
- خلاقیت: چیستان‌ها خصلتی نوآورانه و آفرینشگر دارند و همان‌طور که پاسخ به آن نیازمند تفکر و نوآوری است، طراحی آن نیز نیازمند خلاقیت است.
- نداشتن سازنده مشخص: این ویژگی مختص چیستان‌های شفاهی است. به‌طور کلی چیستان‌ها از ادبیات شفاهی سرچشمه گرفته‌اند. چیستان‌هایی که در میان مردم مناطق مختلف رواج داشتند و دارند، سازندگان مشخصی نداشتند و خالقان آنها گمنام هستند. برعکس چیستان‌های مکتوب که منسوب به شاعران مشخصی هستند و سرایندگان آنها معلوم است. سازندگان خوش ذوق این چیستان‌ها استعداد بسیار زیادی داشتند؛ تا جایی که به نظر می‌آید از فنون از فنون مختلف شاعری آگاه بودند؛ زیرا در برخی چیستان‌ها ایجاز، تصویرسازی، هماهنگی و بار عاطفی و فلسفی بسیار هنرمندانه بکار رفته است.
- کارکردهای مختلف: یکی دیگر از وِیژگی‌های چیستان‌ها، کارکردهای مختلف آنها است. چیستان‌ها صرفاً جنبه تفریح و سرگرمی نداشتند و برای مقاصد مختلفی از جمله تعلیم و تربیت، تحریک حس کنجکاوی و… به وجود می‌آمدند. در بخش کارکردهای چیستان به این موضوع پرداخته شده است.

## تفاوت چیستان و معما
معما شعری است که در آن یک اسم را مد نظر قرار دهند و بدون ذکر آن اسم، سرنخ‌هایی را به خواننده بدهند و تا خواننده بتواند با کمک آنها آن نام را بیابد.
برای مثال نمونه ای از معما برای نام «خسرو» چنین است:
نام بت من اگر بخواهی سیبی است نهاده بر سر سرو
در حل آن باید «سیبی ست» (۳۰ در ۲۰) را که در حساب ابجد حرف خ است، بر سر کلمه «سرو» گذاشت تا نام «خسرو» پیدا شود.
معما گویی از دیرباز در شعر فارسی معمول بوده، اما در نزد سخنوران و ادیبان بزرگ جایگاه و منزلتی نداشته است. این صنعت از قرن هشتم به مدت دو یا سه قرن رواج یافت. و کم‌کم به صورت یک فن مخصوص درآمد. تا جایی که کسانی به نام «معمایی» شهرت یافتند و کتاب‌هایی در این موضوع تألیف شد. از جمله این کتاب‌ها می‌توان به «حلیه حلل جامی» و «دستور معمای میرحسن معمایی» اشاره کرد که به انواع معما و شیوه‌های سرایش آن پرداخته‌اند.
با توجه به شباهت و همانندی چیستان و معما، ظاهراً در ابتدا این دو را از یک نوع می‌دانسته‌اند. اما به‌طور کلی دربارهٔ تفاوت چیستان و معما سه نظر متفاوت وجود دارد:
الف) در بسیاری از منابع بلاغی، چیستان (لغز) و معما یکسان یا شبیه به یکدیگر دانسته شده است. معمولاً این منابع، معمایی را که به صورت سؤال باشد چیستان نامیده‌اند.
ب) برخی دیگر هم معتقدند که «معما» چیستان دشوار و پیچیده و دیریاب است. این دسته معتقدند که با ورود صنایع ادبی و پیچیدگی‌های لفظی در شعر، رفته رفته لغز تغییر یافت و صورت پیچیده تری یافت و «معما» نام گرفت.
پ) گروه سوم معما را چیزی غیر از چیستان دانسته‌اند و گفته‌اند: معما در لغت به معنی چیز پوشیده و پنهان داشته شده است. و در اصطلاح بدیع، اشاره به اسمی در یک یا دو بیت به زبان رمز است. و بهترین معما آن است که در نگاه نخست معلوم نشود که معماست. طولانی نباشد و ذوق سلیم از آن رویگردان نباشد و بتواند آن را حل کند.
رشید وطواط در گروه اول قرار دارد و در حدائق الشعر آورده که: این صنعت (چیستان/لغز) همان معما است الا کی این را به طریق سؤال گویند و عجم این را چیستان خوانند.
جامی در گروه سوم قرار دارد و در حلیله حلل آورده است: «معما کلامی ست موزون که دلالت کند بر اسمی از اسما به طریق رمز و ایما، دلالتی که سلامت فطرت و استقامت ذهن به صحت آن حکم کند. و فرق میان آن و لغز که عبارتست از کلامی موزون که دلالت کند بر ذات شی از اشیا به ذکر صفات و علامات آن بر وجهی که او را جدا گرداند از جمیع ماعدا، آن است که در معما لازم است که مطمح نظر ناظم اسمی باشد از اسما، و در لغز آن شرط نیست، و در لغز واجب است که دلالت او بر مقصود به ذکر علامات و اوصاف او باشد و در معما آن لازم نیست. پس هر کلامی موزون که دلالت کند بر اسمی از اسما، از عداد معمیات شمرده می‌شود. و از آن جهت که دلالت کند بر شیئی از اشیا، به ملاحظه صفات و سمات او، از قبیل لغز محسوب اوفتد.»
به‌طور کلی می‌توان چنین برداشت کرد که اولا معما شعری مستقل و کوتاه در دو یا سه بیت است. اما لغز طولانی‌تر است و معمولاً در آغاز قصیده‌های مدحی بکار می‌رفته و مستقل نبوده است. دوم اینکه در معما معمولاً یک نام و اسم مورد نظر است اما در چیستان (لغز) یک شیء با ذکر صفات و ویژگی‌هایش مورد پرسش قرار می‌گیرد. نکته دیگر اینکه معما ساختاری پیچیده‌تر و دیرفهم از چیستان دارد و در آن خواننده باید صرفاً با استفاده از سرنخ‌هایی کوتاه، از طریق محاسبات ابجد و ریاضی و عکس و غیره پاسخ را به‌دست‌آورد. درحالی‌که در چیستان اغلب با استفاده از توصیفات لطیف شاعر، خواننده در ابیات نخست پاسخ را می‌یابد و ابیات و توصیفات بعدی زیبایی کلام را می‌افزاید.
همچنین اینکه چیستان و لغز قدمتی طولانی‌تر از معما دارد. به طوری که در سبک خراسانی هم نمونه‌هایی از لغز گویی دیده می‌شود. اما همان‌طور که اشاره شد رواج معما گویی در میان شاعران از قرن هشتم بوده است. زمانی که الفاظ پیچیده و متکلف به شعر وارد شد، معما گویی هم پدید آمد؛ بنابراین می‌توان این را پذیرفت که معما در واقع همان صورت پیچیده و متکلف چیستان است.

## جنبه‌های ادبی چیستان

### وزن
چیستان‌هایی که در ادبیات فارسی موجود هستند، اغلب دارای وزن عروضی هستند. البته به جز دو اثری که از ادبیات پهلوی باقی مانده‌اند. این دو اثر یعنی «رساله یوشت فریان و اخت» و «گزارش شطرنج و نرد» به نثر هستند. به‌طورکلی آثار این دوره (ادبیات پهلوی) حتی اگر منظوم باشند یا ویژگی‌های نظم تا حدودی در آنها دیده شود، هیچ‌کدام دارای وزن عروضی نبوده‌اند.

### جنبه‌های بلاغی
ساختار این چیستان‌ها به لحاظ ادبی، مملو از صناعات بدیعی و بیانی هستند.
- تشبیه: معمولاً تشبیهاتی که در چیستان‌ها از طرف شاعر مورد استفاده قرار می‌گیرند، تشبیهاتی ملموس و محسوس هستند.
- استعاره: چیستان‌ها معمولاً در ذات خود برای داشتن ویژگی‌های معماگونه، دارای استعاره هستند. مانند: پیرمرد لرزان، به دور خود گردان. (پاسخ این چیستان دوک است) در این چیستان، پیرمرد لرزان استعاره از دوک است.

دربارهٔ این جنبه از چیستان باید یک مسئله مطرح شود و آن هم این است که اغلب استعاره‌های پیچیده، زمانی قالب لغز داشته‌اند. به این معنا که در واقع لغزها استعاره‌هایی هستند که هنوز چندان در میان افراد جا نیفتاده اند و مورد استفاده عموم قرار نگرفته‌اند. بلکه در طول زمان، در اثر تکرار، این چیستان‌ها و لغزها تبدیل به استعاراتی ملموس شده‌اند. نمونه ای از تطور لغز به استعاره در شاهنامه فردوسی دیده می‌شود. زمانی که مهراب، پدر رودابه، زال را می‌آزماید، چند پرسش را مطرح می‌کند که از این پرسش‌ها با عنوان چیستان تعبیر شده است. اما در شعر شاعران بعد از فردوسی تنها به عنوان استعاره به کار رفته‌اند. البته خود فردوسی نام لغز را نیاورده است و از این پرسش‌ها با نام «سخن‌های پوشیده در پرده» یاد کرده است. همین «سخن‌های پوشیده در پرده» فردوسی، به صورت استعاره در شعر شاعرانی مثل سنایی غزنوی و نظامی گنجوی دیده می‌شود.
- تکرار: در برخی از چیستان‌ها بازی با کلمات، از جمله تکرار کلمات هم آوا و دشوار زیبایی کلام را می‌افزاید.
- تناقض: ساخت برخی چیستان‌ها با تناقض (پارادوکس) همراه است. گاهی عناصر وصفی یک چیستان با یکدیگر متناقض هستند. مانند این چیستان که: «سنگین است. وزن ندارد. رنگین است. رنگ ندارد. شیرین است. مزه ندارد.» که پاسخ آن «خواب» است.

### قالب
چیستان‌ها می‌توانند در قالب نظم یا نثر بکار روند. یک رساله از نوع چیستان که از ادبیات پهلوی باقی مانده است (رساله یوشت فریان و اخت) و رساله دیگر از این دوره که ویژگی‌های چیستان در آن دیده می‌شود (گزارش شطرنج)، هردو به نثر هستند. همچنین در چیستان‌های شفاهی که در نواحی مختلف از دیرباز رواج داشته است، نمونه‌های منثوری دیده می‌شود. از چیستان‌های منظوم هم می‌توان به تمام نمونه‌هایی اشاره کرد شاعران در آغاز قصاید خود سروده‌اند. و همچنین تمام چیستان‌های تک بیتی یا دو بیتی که به صورت شفاهی در نواحی مختلف رواج داشته‌اند.

## کارکردهای چستان
- آموزشی و تربیتی: هدف سازندگان چیستان‌ها این بود که با دادن برخی مشخصات، نکاتی از قبیل مطالب اجتماعی و و خانوادگی را به شنوندگان القا کنند و با استفاده از تمام ویژگی‌های این چیستان‌ها شنونده را به خود جلب کنند و غیرمستقیم به او آموزشی بدهند و مطالب این چیستان‌ها را درونی کنند.
- تحریک حس کنجکاوی: چیستان‌ها در حدت و تحریک دهن بسیار مؤثر هستند. امروزه از آنها برای مسابقات هوش، تقویت حافظه، بالا بردن تمرکز و دقت حواس و افزایش اطلاعات عمومی استفاده می‌شود. در تمام تعریف‌ها نیز بر این کارکرد چیستان تأیید کرده و آن را موجب تیزی ذهن دانسته‌اند. جوامع چیستان ساز و چیستان گو، اهل جست و جو و تحقیق هستند.
- سرگرمی: یکی از وظیفه‌های شاعران درباری و مدیحه سرایان سرگرم کردن درباریان بود. به همین سبب شاعر سعی داشت تا اشعار پیراسته تر و گیراتری برای شنوندگان بسراید. این شاعران معمولاً توجه خاصی به قصاید داشتند و سعی می‌کردند تا در اولین ابیات قصیده خود، توجه مخاطبان را جلب کنند. این کار را با استفاده از استعاره‌ها و توصیفات دقیق و موشکافانه خود انجام می‌دادند و بسیاری از این توصیفات حالت چیستان به خود گرفتند. نکته ای که در اینجا مطرح است این است که گاهی حتی نام چیستان هم به این ابیات اضافه نشده است. اما با وجود نداشتن عنوان چیستان، به دلیل ویژگی‌هایی که دارند، می‌توان آنها را چیستان نامید.
- آزمایش و سنجش هوش: پادشاهان کشورها یا اعزام سفیران و فرستادگان مخصوص و پاسخ به معماها چیرگی علمی خود را نشان می‌دادند. (مانند داستان فرستادن شطرنج به ایران توسط هندیان برای سنجیدن خرد و دانایی ایرانیان که قبلاً به آن اشاره شد) در افسانه‌ها پاسخ دادن به چیستان و برنده شدن در آن چنان اهمیتی داشته که توانسته‌اند جان اشخاص زیادی را نجات دهند؛ (نمونه چنین چیزی در رساله یوشت فریان دیده می‌شود) گاهی به‌واسطه پاسخ دادن به معماهای پادشاهان به مقامی بالا یا ثروتی هنگفت دست می‌یافتند و گاه دختر پادشاه شرط پذیرفتن خواستگارانش را پاسخ دادن به معماهایش قرار می‌داده است. برای نمونه داستان دختر شاه روس در هفت پیکر نظامی که خواستگار خود را با طرح معما به طریق آزمایش از میان نیکنامان، هوشمندان، دلاوران و دانایان انتخاب می‌کند. در شاهنامه هم آمده است منوچهر شاه شش چیستان از زال می‌پرسد و او به همه آنها جواب درست می‌دهد و بر موبدان و شاه مسلم می‌شود که از هوش سرشاری برخوردار است.

## چیستان‌های محلی
چیستان‌های محلی بخشی از ادبیات بومی مناطق مختلف ایران را تشکیل می‌دهند. این چیستان‌ها نوعی تفنن هستند که کارکرد اصلی آنها برای سرگرمی است؛ اما جنبه‌های دیگری هم دارند که در بخش کارکردهای چیستان به آن اشاره شد. این گونه ادبی در مناطق مختلف ایران با نام‌هایی مانند چیزچیزک، واگوشک، مسئله و مانند اینها شناخته می‌شود.
یکی از ویژگی‌های چیستان‌های محلی که قبل تر هم به آن اشاره شد، این است که این اشعار معمولاً سازنده‌های مشخصی ندارند و نشأت گرفته از ادبیات شفاهی مردم هستند که سینه به سینه منتقل شده‌اند. همان‌طور که در اکثر لغزها و چیستان‌ها دیده می‌شود، در انواع شفاهی و محلی چیستان هم از اطلاعات ساده استفاده شده است. به‌خصوص اینکه در این نوع محلی، مخاطب عوام هستند. در انواع ادبی و درباری آن که توسط شاعران پخته تری سروده می‌شد، ممکن است به استعارات و توصیفات پیچیده برخورد کنیم. اما در نوع محلی و شفاهی چیستان‌ها از اطلاعات پایه و ساده ای استفاده می‌شده تا توسط مرد محلی و عادی قابل فهم باشد. از دیگر ویژگی‌های چیستان‌های محلی این است که هریک از این چیستان‌ها با فرهنگ و اقلیم سازندگان آنها سازگاری دارند. به این دلیل که برخاسته از نگرش اجتماعی و باورهای قومی و محلی آنهاست و آرزوها، اندیشه‌ها و خواسته‌های آنان را بازتاب می‌دهد. چیستان‌های محلی با توجه به طبیعت و فرهنگ مردم هر منطقه شکل می‌گیرند.
چیستان‌های منظوم در هر نقطه از ایران و مناطق فارسی‌زبان به نامی خوانده می‌شوند؛ مثلاً در بختیاری چنه چنه گفته می‌شود.
| شماره | نام        | منطقه     | توضیح                                                                               |
| ۱     | تاپماجالار | آذربایجان | طرح چیستان به صورت دوره ای است. هرکس جواب چیستان را پیدا کند، چیستان جدیدی می‌گوید.  |
| ۲     | چاچا       | بلوچستان  | چیستان در این منطقه بیشتر دربارهٔ نام اشیا و پدیده‌های طبیعی است.                     |
| ۳     | چاوچه      | کرمانشاه  | نوعی بازی است. یک نفر ویژگی‌های چیزی را بیان می‌کند و فرد مقابل باید نام آن را بگوید. |
| ۴     | ماتال لار  | ترکمن‌ها   | ترکمن‌ها با این چیستان‌ها مشاعره می‌کنند.                                              |
| ۵     | واگوشک     | شیراز     |                                                                                     |
| ۶     | یچی مچی    | تنکابن    |                                                                                     |
| ۷     | فال گوشک   | سروستان   | با جمله "چی چیه" آغاز می‌شود.                                                        |
| ۸     | چی چیکی    | لری       |                                                                                     |
| ۹     | چیزچیزک    | بیرجند    | به "چِنِه" (چیست) هم معروف است.                                                       |
| ۱۰    | مَتَله       | کردی      |                                                                                     |

## نمونه‌هایی از چیستان در شعر شاعران

### در لغز آتش سده و مدحسلطان محمودگوید
یکی گوهری چون گل بوستانی نه زر وبه دیدار چون زرکانی
به کوه اندرون مانده دیرگاهی به سنگ اندرون زاده باستانی
گهی لعل چون باده ارغوانی گهی زرد چون بیرم زعفرانی
لطیفی بر آمیخته با با کثافت یقینی برابر شده با گمانی
نه گاه بسودن مر اورا نمایش نه گاه گرایش مرا وراگرانی
هم او خلق را مایه زورمندی هم او زنده را مایه زندگانی
ازو قوت فعل بری و بحری ازو حرکت طبع انسی و جانی
غم عاشقی ناچشیده و لیکن خروشنده چون عاشق از ناتوانی
چو زرین درختی همه برگ و بارش ز گوگرد سرخ و عقیق یمانی
چو از کهربا قبه برکشیده زده برسرش رایت کاویانی
عجب گوهرست این گهر گر بجویی مراو را نکو وصف کردن ندانی
نشان دو فصل اندر و بازیابی یکی نو بهاری یکی مهرگانی
ز اجزای او لاله مرغزاری ز آتار او نرگس بوستانی
به عرض شبه گوهری سرخ یابی از و چون کند با تو بازارگانی
کناری گهر بر سر تو فشاند چومشتی شبه بر سر او فشانی ….

### در لغز شمع و مدح حکیمعنصری
ای نهاده بر میان فرق جان خویشتن جسم ما زنده به جان و جان تو زنده به تن
هر زمان روح تو لختی از بدن کمتر کند گویی اندر روح تو مضمر همی‌گردد بدن
گر نیی کوکب، چرا پیدا نگردی جز به شب ور نیی عاشق، چرا گریی همی بر خویشتن
کوکبی آری ولیکن آسمان تست موم عاشقی آری، ولیکن هست معشوقت لگن
پیرهن در زیر تن‌پوشی و پوشد هر کسی پیرهن بر تن، تو تن‌پوشی همی بر پیرهن
چون بمیری آتش اندر تو رسد زنده شوی چون شوی بیمار، بهتر گردی از گردن زدن
تا همی‌خندی، همی‌گریی و این بس نادر است هم تو معشوقی و عاشق، هم بتی و هم شمن
بشکفی بی نوبهار و پژمری بی‌مهرگان بگریی بی‌دیدگان و باز خندی بی‌دهن …

### رودکی
لنگ دونده‌ست، گوش نی و سخنیاب گنگ فصیح است، چشم نی و جهان بین
تیزی شمشیر دارد و روش مار کالبد عاشقان و گونهٔ غمگین
این یکی از قدیمی‌ترین لغزهای موجود در ادبیات دری است.

### شاهنامه
در شاهنامه فردوسی آمده است که موبدان برای سنجش هوش و خرد زال پرسش‌ها و چیستان‌هایی را برای وی مطرح می‌کنند و از او می‌خواهند پس از اندیشیدن راز چیستان‌ها را یکی پس از دیگری آشکار کند:
بپرسید مر زال را موبدی ازین تیز هش راه بین بخردی
که دیدم ده و دو درختی سهی که رستست شاداب با فرهی
از آن برزده هر یکی شاخ سی نگردد کم و بیش در پارسی
دگر موبدی گفت کای سرفراز دو اسب گرانمایه و تیز تاز
یکی ز آن به کردار دریای قار یکی چون بلور سپید آبدار
بجنبند و هر دو شتابنده اند همان یکدگر را نیابنده اند
سه دیگر چنین گفت کان سی سوار کجا بگذرانند بر شهریار
یکی کم شود باز چون بشمری همان سی بود باز چون بنگری
چهارم چنین گفت کان مرغزار که بینی پر از سبزه و جویبار
یکی مرد با تیز داسی بزرگ سوی مرغزار اندر آید سترگ
همه ترّّ و خشکش به هم بدرَوَد اگر لابه سازی سخن نشنود
دگر گفت کان برکشیده دو سرو ز دریای با موج برسان غرو
یکی مرغ دارد بریشان کنام نشیمن به شام آن بود این به بام
ازین چون بپرد شود برگ خشک برآن برنشیند دهد بوی مش
از آن دو همیشه یکی آبدار یکی پژمریده شده سوگوار
به پرده درست این سخن‌ها بجوی به پیش ردان آشکارا بگوی
گر این راز ما آشکارا کنی ز خاک سیه مشک سارا کنی